# The Theosophical Review
The Theosophical Review (Die Theosophische Rundschau) war eine von George Robert Stow Mead und Annie Besant herausgegebene theosophische Zeitschrift. Sie war die Nachfolgerin der Zeitschrift Lucifer und bestand von 1897 bis 1909 in London.

## Geschichte
Der Vorgänger des Theosophical Review war die Zeitschrift Lucifer. Diese war wegen ihrer Namensgebung von Beginn an umstritten und teils heftiger Kritik ausgesetzt, da der Titel mit Luzifer, dem Satan bzw. Teufel gleichgesetzt worden war. Als im September 1897 Annie Besant die Funktion des Herausgebers an George Robert Stow Mead (G.R.S. Mead) übergab, änderte dieser sogleich den Namen des Lucifers auf The Theosophical Review. Damit war ein Kritik- und Reibungspunkt aufgehoben. Bis 1906 war auf dem Titelblatt Besant als Herausgeberin, Mead als stellvertretender Herausgeber angegeben, real war Mead aber alleinverantwortlich und Besant nur nominell aufgeführt.
Die Erscheinungsweise, Art und Umfang waren gleich wie beim Lucifer. Die Zeitschrift erschien also zweimal im Jahr, wobei jeweils sechs Hefte zu einer Ausgabe gebunden wurden, das heißt die Hefte September bis Februar wurden zu einer großen Ausgabe zusammengefasst, ebenso die Hefte März bis August. In dieser Art erschienen insgesamt 23 Ausgaben mit jeweils knapp 600 Seiten Umfang. Der letzten Ausgabe des Lucifers, März–August 1897 folgte für September 1897-Februar 1898 erstmals das Theosophical Review. Unter Meads Herausgeberschaft gewann die Zeitschrift an Anerkennung auch außerhalb der Theosophischen Gesellschaft Adyar (Adyar-TG), wobei Mead selbst mehr als 160 eigene Artikel und Aufsätze veröffentlichte, etwa 100 kamen von Besant. Im rund zwölfjährigen Bestehen wurden insgesamt mehr als 2400 Aufsätze und Artikel veröffentlicht.
Charles Webster Leadbeater wurde am 16. Mai 1906 wegen angeblicher homosexueller Beziehungen zu seinen Schülern aus der Adyar-TG ausgeschlossen. Nachdem Besant im Juni 1907 neue Präsidentin der Adyar-TG geworden war, setzte sie im Januar 1909 die Wiederaufnahme Leadbeaters durch. Mead opponierte heftig gegen diese Entscheidung und als dies erfolglos blieb, trat er, neben einer Reihe anderer Theosophen, am 20. Februar 1909 aus der Adyar-TG aus und legte sämtliche Ämter zurück. Davon war auch das Theosophical Review betroffen, das mangels eines qualifizierten Nachfolgers, der Meads Aufgabe als Herausgeber hätte übernehmen können, eingestellt werden musste. Die letzte Ausgabe war September 1908-Februar 1909.
Mead gründete am 11. März 1909 eine eigene, von der Adyar-TG unabhängige Organisation, die Quest Society. Dazu rief er die Zeitschrift The Quest, für die er auch als Herausgeber fungierte, ins Leben. Manchmal wird The Quest als Nachfolgerin des Theosophical Review gesehen, obwohl sich Mead und die Quest Society klar von der Adyar-TG distanzierten.

## Inhalt
Theosophische Themen standen im Vordergrund, im Gegensatz zum Lucifer gab es aber keine Angriffe mehr gegen die etablierten Kirchen und Organisationen. Entsprechend Meads Vorliebe wurde den Themenbereichen Gnostizismus, Neuplatonismus und Hermetik breiterer Raum gewidmet. Artikel religiöser Art, Buddhismus, Hinduismus und Christentum kamen ebenso zum Zug wie Astrologie oder Reinkarnation. Auch mehrere Aufsätze von Rudolf Steiner, zu jener Zeit noch Generalsekretär der  Deutschen Sektion der Theosophischen Gesellschaft, wurden veröffentlicht.